# Zocohuite
Zocohuite är en ort i Mexiko.   Den ligger i kommunen Ciudad Valles och delstaten San Luis Potosí, i den centrala delen av landet, 290 km norr om huvudstaden Mexico City. Zocohuite ligger 159 meter över havet och antalet invånare är 784.
Terrängen runt Zocohuite är kuperad västerut, men österut är den platt. Runt Zocohuite är det ganska tätbefolkat, med 78 invånare per kvadratkilometer. Närmaste större samhälle är Ciudad Valles, 12,7 km öster om Zocohuite. Omgivningarna runt Zocohuite är en mosaik av jordbruksmark och naturlig växtlighet.